# Itezi
Itezi ist ein Verwaltungsbezirk (Ward) des Distrikts Mbeya (CC) in der tansanischen Region Mbeya.

## Geografie
Itezi liegt im Südwesten von Tansania, der Bezirk ist ein Stadtteil von Mbeya. Die südliche Grenze bildet die Nationalstraße T1, die hier in etwa 1700 Meter über dem Meer verläuft. Nach Norden steigt das Gelände auf über 2000 Meter Seehöhe an. Die Fläche beträgt 11,78 Quadratkilometer und bei der Volkszählung 2022 lebten hier 33.019 Menschen in 9158 Haushalten.

## Gliederung
Der Bezirk besteht aus vier Stadtteilen (Mtaa):
- Itezi Magharibi
- Mwasote
- Gombe Kaskazini
- Gombe Kusini

## Wirtschaft und Infrastruktur
- Gesundheit: Im Bezirk befinden sich zwei Apotheken, eine staatliche[6] und eine private.[7]
- Eisenbahn: Durch den Bezirk verläuft die TAZARA-Eisenbahnlinie.[2]